# Alejandro Bustos
Alejandro Bustos Sánchez  (nacido el 17 de marzo de 1997 Madrid, Comunidad de Madrid) es un jugador de waterpolo español.

## Trayectoria
Se forma en el CN Alcorcón, cambiando después al Real Canoe NC debido a la desaparición de su club de joven, hasta que el año 2016, con 19 años, da el salto para jugar en el CNA Barceloneta, actualmente juega con la selección española. 

## Internacional
Es medalla de plata en el Europeo de Barcelona 2018.

## Participaciones en Juegos Olímpicos
- Tokio 2020, puesto 4.
- París 2024, puesto 6